# 扎布羅季 (博霍杜希夫區)
50°10′12″N 35°37′45″E / 50.17000°N 35.62917°E
扎布羅迪（烏克蘭語：Заброди）是位於烏克蘭東部的村莊，由哈爾科夫州博霍杜希夫區的博霍杜希夫市鎮負責管轄。該村始建於1794年，面積2.29平方公里，海拔高度145米，2001年人口673，人口密度每平方公里294人。